# Constantino III (imperador bizantino)
Heráclio Constantino ou Constantino III foi imperador bizantino por quatro meses em 641. Era o primogênito do imperador Heráclio com sua primeira mulher Fábia Eudócia.

## História
Constantino foi batizado e coroado em 22 de janeiro de 613 e, em seguida, prometido em casamento a sua prima, Gregória, filha de Nicetas, primo de seu pai. Constantino e Gregória casaram-se em 629 ou 630; neste ano nasceu o primogênito, Constante (o futuro Constante II). Ao segundo filho deram o nome Teodósio.
Com a morte de seu pai em 641, Constantino tornou-se co-imperador com seu meio-irmão Heraclonas, filho de Heráclio com sua segunda mulher, Martina. O temor de uma conspiração de Martina e Heraclonas fez com que Constantino escrevesse ao exército e distribuísse mais de dois milhões de soldos entre os militares, com o objetivo de assegurar a sucessão para seus filhos. Constantino morreu de tuberculose apenas quatro meses depois, deixando Heraclonas como imperador único. Ele foi deposto em setembro de 641 pelo poderoso general Valentino, devido ao rumor de que Martina teria envenenado Constantino. Assumiu então o trono Constante II.